# Козаки ІІ: Битва за Європу
Козаки 2: Битва за Європу (англ. Cossacs II: Battle for Europe) — аддон до гри Козаки 2: Наполеонівські війни, створений студією GSC Game World в 2006 році. Гра охоплює той самий історичний період, що і основна гра — епоху Наполеонівських воєн. В аддоні з'явилися три нові нації, нові карти, у тому числі групові, кампанії і кілька історичних баталій.

## Нововедення
В аддоні представлені 3 нових нації — Іспанія, Герцогство Варшавське та Рейнський союз, що складався на той момент з шістнадцяти дрібних німецьких держав. У кожної нації свої особливості розвитку, бойові можливості, унікальні юніти, властивий тільки їй архітектурний стиль.
Був перероблений алгоритм знаходження шляху військами, поліпшено ШІ поведінки бойових шикувань. Поліпшився інтерфейс, було додано нові типи ландшафтів і проведено оптимізацію ігрового рушія.
В одиночній грі представлені 4 кампанії: Французька, Польська, Іспанська і кампанія за Рейнський союз. Карта Європи доповнена дванадцятьма новими секторами. Крім того, як в одиночному, так і в багатокористувацькому режимах додані нові карти. У грі з максимальною точністю відтворено події Бородінської битви, Битви при Ватерлоо і «Битви Народів».

## Режими

### Завоювання Європи
В цьому режимі є карта Європи початку дев'ятнадцятого століття, поділена на 34 сектори:
| Нація             | Кількість секторів | Колір               |
| ----------------- | ------------------ | ------------------- |
| Англія            | 2                  | червоний            |
| Франція           | 5                  | синій               |
| Пруссія           | 3                  | фіолетовий          |
| Австрія           | 5                  | сірий               |
| Росія             | 6                  | зелений             |
| Єгипет            | 2                  | світло-помаранчевий |
| Союз Рейна (нов.) | 3                  | бірюзовий           |
| Польща (нов.)     | 3                  | коричневий          |
| Іспанія (нов.)    | 5                  | темно-помаранчевий  |

Пересування відбувається за допомогою фігурок командувачів. При потраплянні на ворожий сектор, починається битва в реальному часі. Тут неможливо створювати війська і будівлі (крім польових укріплень). Битва ведеться гарнізонами і військами армії.